# Walid Regragui
Walid Regragui (in arabo وليد الركراكي‎?; Corbeil-Essonnes, 23 settembre 1975) è un allenatore di calcio ed ex calciatore marocchino, di ruolo difensore, commissario tecnico della nazionale marocchina.

## Carriera

### Giocatore

#### Club
Nasce a 15 agosto 1975 a Corbeil-Essonnes, nella regione parigina, da una famiglia marocchina di origine berbera masmudiana, i Regraga, trasferitasi in Francia. Dopo la maturità scientifica e il diploma di studi universitari generali in economia e scienze sociali, nel proprio quartiere, Montconseil, partecipa a tornei calcistici locali e gioca ogni fine settimana contro squadre di altre città dell'Essonne. Inizia a giocare a calcio nelle categorie inferiori del club dilettantistico dell'AS Corbeil-Essonnes e cattura l'attenzione di Rudi Garcia, allenatore della prima squadra.
Dopo aver disputato una stagione amatoriale con l'RC France, nel luglio 1999 passa al Tolosa, allenato da Alain Giresse. Il 31 luglio 1999 esordisce in Ligue 2 contro il Caen, nella partita persa per 0-1, e il 21 agosto seguente segna il suo primo gol, nella vittoria per 2-0 contro il Gueugnon. Nella prima stagione con il Tolosa, giunto terzo e promosso pertanto in Ligue 1, il calciatore gioca 21 partite segna 2 gol. Nell'annata 2000-2001, terminata con la retrocessione del club in Ligue 2, ottiene 16 presenze in Ligue 1, con un gol segnato, oltre a disputare una partita di Coppa di Francia. A causa dei problemi economici del club, si separa dal Tolosa e rimane senza squadra per sei mesi.
Il 20 novembre 2001 firma per l'Ajaccio, squadra di Ligue 2 con cui esordisce il 28 novembre 2001, mandato in campo come titolare dal tecnico Rolland Courbis contro il Nîmes (vittoria per 3-1). Ottiene 16 presenze nella stagione 2001-2002, chiusasi per l'Ajaccio con la vittoria del campionato di Ligue 2 e la conseguente promozione in Ligue 1. Nella successiva annata in massima serie, realizza il suo primo gol in Ligue 1, il 7 novembre 2002, nella gara vinta per 1-0 contro l'Auxerre. Diventato un elemento chiave dell'Ajaccio, disputa quasi tutte le partite di Ligue 1 da titolare, totalizzando 32 presenze in campionato oltre a 3 in Coppa di Francia. L'11 gennaio 2003 riceve il primo cartellino rosso della carriera, durante una partita di campionato contro il Paris Saint-Germain pareggiata per 0-0.
Il 29 maggio 2004 viene acquistato dal Racing Santander, neopromosso nella massima serie spagnola, ma quindici giorni prima dell'inizio del campionato si infortuna gravemente e deve saltare metà della stagione. Torna in campo il 22 gennaio 2005, data del suo esordio con il club spagnolo, come titolare contro il Barcellona, nella sconfitta per 3-0. La squadra concluderà il campionato al sedicesimo posto, evitando per un soffio la retrocessione, con il marocchino sceso in campo 17 volte nella Primera División.
Nel 2005-2006, a causa di persistenti infortuni, gioca solo 9 partite di campionato e una di Coppa di Spagna.
Il 1º febbraio 2007, alla scadenza del contratto con il Racing Santander, si trasferisce a titolo gratuito al Digione, club della Ligue 2 francese. Il giorno dopo esordisce con il club, contro il FC Libourne, nella sconfitta per 0-1. Colleziona 12 presenze nella stagione chiusa dalla squadra all'ottavo posto.
Il 25 settembre 2007 si accasa al Grenoble, formazione di Ligue 2 con cui esordisce il 4 ottobre seguente, contro il Libourne. L'annata si chiude con la promozione in Ligue 1 in virtù del terzo posto in campionato, con il marocchino che somma 20 presenze in campionato. Nel 2008-2009, annata in cui Regragui colleziona 19 presenze (oltre a una in Coppa di Francia), la squadra ottiene il tredicesimo posto in Ligue 1 e la salvezza.
Il 14 settembre 2010 viene prelevato dal Fleury-Mérogis, club della Division d'Honneur in cui milita per tre stagioni e conclude la propria carriera agonistica all'età di 36 anni.

#### Nazionale
Esordisce con la nazionale marocchina il 28 gennaio 2001, disputando al Cairo la partita contro l'Egitto pareggiata per 0-0, valida per le qualificazioni al campionato del mondo 2002. Partecipa alla Coppa d'Africa 2004, in cui il Marocco viene sconfitto in finale dalla Tunisia; alla fine del torneo viene inserito nella formazione ideale della competizione. Con la selezione marocchina, di cui ha vestito la maglia dal 2001 al 2009, conta 45 presenze e una rete.

### Allenatore
Dopo il ritiro dall'attività agonistica, nel settembre 2012 divenne vice del commissario tecnico del Marocco Rachid Taoussi, per poi ricoprire l'incarico fino all'esonero di quest'ultimo, avvenuto il 1º ottobre 2013.
Nel maggio 2014 fu comunicato il suo ingaggio da parte del FUS Rabat a partire dalla stagione 2014-2015. Nel gennaio 2020 fu ufficializzata la risoluzione consensuale del contratto. Nel 2020 guidò per qualche mese i qatarioti dell'Al-Duhail.
Nell'agosto 2021 fu nominato allenatore del Wydad Casablanca, che condusse, nel maggio 2022, alla vittoria della CAF Champions League, ottenuta battendo in finale i detentori del trofeo, gli egiziani dell'Al-Ahly: divenne così il secondo allenatore marocchino ad aggiudicarsi il trofeo, dopo Hussein Ammouta, anch'egli alla guida del Wydad nel 2017.
Nell'agosto 2022 fu nominato allenatore della nazionale marocchina, prendendo il posto di Vahid Halilhodžić. Al campionato del mondo 2022 guidò la squadra ad un successo inaspettato, prima vincendo il girone di prima fase (con due successi e un pareggio), cosa che portò il Marocco a qualificarsi alla fase a eliminazione diretta di un mondiale per la prima volta da Messico 1986, e poi, per la prima volta nella storia, ai quarti di finale del torneo, battendo la Spagna ai tiri di rigore agli ottavi, e in semifinale, battendo il Portogallo ai quarti di finale, diventando il primo allenatore africano a disputare una semifinale di un mondiale. La squadra, dopo le sconfitte contro la Francia (0-2) e nella finale per il terzo posto con la Croazia (1-2), chiuse quarta, miglior piazzamento di sempre per una nazionale africana a un mondiale.

## Statistiche

### Statistiche da allenatore
Statistiche aggiornate al 7 febbraio 2024.

#### Nazionale nel dettaglio
| nov.-dic. 2022 | Marocco        | Mondiale 2022             | 4º                                 | 7  | 3  | 2 | 2 | 42,86   | 6  | 5  | +1  |
| 2023           | Marocco        | Qual Coppa d'Africa 2023  | Sub., 1° nel gruppo K, qualificato | 2  | 1  | 0 | 1 | 50,00   | 4  | 2  | +2  |
| nov. 2023      | Marocco        | Qual. Mondiali 2026       | nel gruppo E                       | 1  | 1  | 0 | 0 | 100,00& | 2  | 0  | +2  |
| 2024           | Marocco        | Qual. Mondiali 2026       | nel gruppo E                       | 2  | 2  | 0 | 0 | 100,00& | 8  | 1  | +7  |
| gen.-feb. 2024 | Marocco        | Coppa d'Africa 2023       | Ottavi di finale                   | 4  | 2  | 1 | 1 | 50,00   | 5  | 3  | +2  |
| set.-nov. 2024 | Marocco        | Qual. Coppa d'Africa 2025 | nel gruppo B                       | 4  | 4  | 0 | 0 | 100,00& | 14 | 1  | +13 |
| Dal 2022       | Marocco        | Amichevoli                |                                    | 11 | 6  | 5 | 0 | 54,55   | 13 | 3  | +10 |
| Totale Marocco | Totale Marocco | Totale Marocco            | Totale Marocco                     | 31 | 19 | 8 | 4 | 61,29   | 52 | 15 | +37 |

#### Panchine da commissario tecnico della nazionale marocchina
| Cronologia completa delle presenze e delle reti in nazionale ― Marocco | Cronologia completa delle presenze e delle reti in nazionale ― Marocco | Cronologia completa delle presenze e delle reti in nazionale ― Marocco | Cronologia completa delle presenze e delle reti in nazionale ― Marocco | Cronologia completa delle presenze e delle reti in nazionale ― Marocco | Cronologia completa delle presenze e delle reti in nazionale ― Marocco | Cronologia completa delle presenze e delle reti in nazionale ― Marocco | Cronologia completa delle presenze e delle reti in nazionale ― Marocco |
| Data                                                                   | Città                                                                  | In casa                                                                | Risultato                                                              | Ospiti                                                                 | Competizione                                                           | Reti                                                                   | Note                                                                   |
| ---------------------------------------------------------------------- | ---------------------------------------------------------------------- | ---------------------------------------------------------------------- | ---------------------------------------------------------------------- | ---------------------------------------------------------------------- | ---------------------------------------------------------------------- | ---------------------------------------------------------------------- | ---------------------------------------------------------------------- |
| 23-9-2022                                                              | Cornellà de Llobregat                                                  | Marocco                                                                | 2 – 0                                                                  | Cile                                                                   | Amichevole                                                             | Sofiane Boufal (rig.) Abdelhamid Sabiri                                | Cap: R. Saiss                                                          |
| 27-9-2022                                                              | Siviglia                                                               | Paraguay                                                               | 0 – 0                                                                  | Marocco                                                                | Amichevole                                                             | -                                                                      | Cap: R. Saiss                                                          |
| 17-11-2022                                                             | Sharja                                                                 | Marocco                                                                | 3 – 0                                                                  | Georgia                                                                | Amichevole                                                             | Youssef En-Nesyri Hakim Ziyech Sofiane Boufal (rig.)                   | Cap: R. Saiss                                                          |
| 23-11-2022                                                             | Al Khawr                                                               | Marocco                                                                | 0 – 0                                                                  | Croazia                                                                | Mondiali 2022 - 1º turno                                               | -                                                                      | Cap: R. Saiss                                                          |
| 27-11-2022                                                             | Doha                                                                   | Belgio                                                                 | 0 – 2                                                                  | Marocco                                                                | Mondiali 2022 - 1º turno                                               | Romain Saiss Zakaria Aboukhlal                                         | Cap: R. Saiss                                                          |
| 1-12-2022                                                              | Doha                                                                   | Canada                                                                 | 1 – 2                                                                  | Marocco                                                                | Mondiali 2022 - 1º turno                                               | Hakim Ziyech Youssef En-Nesyri                                         | Cap: R. Saiss                                                          |
| 6-12-2022                                                              | Al Rayyan                                                              | Marocco                                                                | 0 – 0 dts (3 – 0 dtr)                                                  | Spagna                                                                 | Mondiali 2022 - Ottavi di finale                                       | -                                                                      | Cap: R. Saiss                                                          |
| 10-12-2022                                                             | Doha                                                                   | Marocco                                                                | 1 – 0                                                                  | Portogallo                                                             | Mondiali 2022 - Quarti di finale                                       | Youssef En-Nesyri                                                      | Cap: R. Saiss                                                          |
| 14-12-2022                                                             | Al Khor                                                                | Francia                                                                | 2 – 0                                                                  | Marocco                                                                | Mondiali 2022 - Semifinale                                             | -                                                                      | Cap: R. Saiss                                                          |
| 17-12-2022                                                             | Al Rayyan                                                              | Croazia                                                                | 2 – 1                                                                  | Marocco                                                                | Mondiali 2022 - Finale 3º - 4º posto                                   | Achraf Dari                                                            | Cap: R. Saiss                                                          |
| 25-3-2023                                                              | Tangier                                                                | Marocco                                                                | 2 – 1                                                                  | Brasile                                                                | Amichevole                                                             | Sofiane Boufal Abdelhamid Sabiri                                       | Cap: R. Saiss                                                          |
| 28-3-2023                                                              | Madrid                                                                 | Marocco                                                                | 0 – 0                                                                  | Perù                                                                   | Amichevole                                                             |                                                                        | Cap: R. Saiss                                                          |
| 12-6-2023                                                              | Rabat                                                                  | Marocco                                                                | 0 – 0                                                                  | Capo Verde                                                             | Amichevole                                                             |                                                                        | Cap: R. Saiss                                                          |
| 17-6-2023                                                              | Johannesburg                                                           | Sudafrica                                                              | 2 – 1                                                                  | Marocco                                                                | Qualificazioni alla Coppa delle nazioni africane 2023                  | Hakim Ziyech                                                           | Cap: R. Saiss                                                          |
| 12-9-2023                                                              | Lens                                                                   | Marocco                                                                | 1 – 0                                                                  | Burkina Faso                                                           | Amichevole                                                             | Azzedine Ounahi                                                        | Cap: R. Saiss                                                          |
| 14-10-2023                                                             | Abidjan                                                                | Costa d'Avorio                                                         | 1 – 1                                                                  | Marocco                                                                | Amichevole                                                             | Ayoub El Kaabi                                                         | Cap: R. Saiss                                                          |
| 17-10-2023                                                             | Agadir                                                                 | Marocco                                                                | 3 – 0                                                                  | Liberia                                                                | Qualificazioni alla Coppa delle nazioni africane 2023                  | Amine Harit Ayoub El Kaabi (rig.) Amine Adli                           | Cap: R. Saiss                                                          |
| 21-11-2023                                                             | Dar es Salaam                                                          | Tanzania                                                               | 0 – 2                                                                  | Marocco                                                                | Qual. Mondiali 2026                                                    | Hakim Ziyech autorete                                                  | Cap: R. Saiss                                                          |
| 11-1-2024                                                              | San Pédro                                                              | Marocco                                                                | 3 – 1                                                                  | Sierra Leone                                                           | Amichevole                                                             | 2 Youssef En-Nesyri Sofiane Boufal                                     | Cap: A.Hakimi                                                          |
| 17-1-2024                                                              | San Pédro                                                              | Marocco                                                                | 3 – 0                                                                  | Tanzania                                                               | Coppa d'Africa 2023 - 1º turno                                         | Romain Saiss Azzedine Ounahi Youssef En-Nesyri                         | Cap: R. Saiss                                                          |
| 21-1-2024                                                              | San Pédro                                                              | Marocco                                                                | 1 – 1                                                                  | RD del Congo                                                           | Coppa d'Africa 2023 - 1º turno                                         | Achraf Hakimi                                                          | Cap: R. Saiss                                                          |
| 24-1-2024                                                              | San Pédro                                                              | Zambia                                                                 | 0 – 1                                                                  | Marocco                                                                | Coppa d'Africa 2023 - 1º turno                                         | Hakim Ziyech                                                           | Cap: H. Ziyech                                                         |
| 30-1-2024                                                              | San Pédro                                                              | Marocco                                                                | 0 – 2                                                                  | Sudafrica                                                              | Coppa d'Africa 2023 - Ottavi di finale                                 | -                                                                      | Cap: R. Saiss                                                          |
| 22-3-2024                                                              | Agadir                                                                 | Marocco                                                                | 1 – 0                                                                  | Angola                                                                 | Amichevole                                                             | autorete                                                               | Cap: H.Ziyech                                                          |
| 26-3-2024                                                              | Agadir                                                                 | Marocco                                                                | 0 – 0                                                                  | Mauritania                                                             | Amichevole                                                             | -                                                                      | Cap: H.Ziyech                                                          |
| 7-6-2024                                                               | Agadir                                                                 | Marocco                                                                | 2 – 1                                                                  | Zambia                                                                 | Qual. Mondiali 2026                                                    | Hakim Ziyech (rig.) Eliesse Ben Seghir                                 | Cap: R. Saiss                                                          |
| 11-6-2024                                                              | Agadir                                                                 | Rep. del Congo                                                         | 0 – 6                                                                  | Marocco                                                                | Qual. Mondiali 2026                                                    | Azzedine Ounahi 3 Ayoub El Kaabi Chadi Riad Soufiane Rahimi            | Cap: H.Ziyech                                                          |
| 6-9-2024                                                               | Agadir                                                                 | Marocco                                                                | 4 – 1                                                                  | Gabon                                                                  | Qual. Coppa d'Africa 2025                                              | 2 Hakim Ziyech 2 (rig.) Brahim Díaz Ayoub El Kaabi                     | Cap: H.Ziyech                                                          |
| 9-9-2024                                                               | Agadir                                                                 | Lesotho                                                                | 0 – 1                                                                  | Marocco                                                                | Qual. Coppa d'Africa 2025                                              | Brahim Díaz                                                            | Cap: A.Hakimi                                                          |
| 12-10-2024                                                             | Oujda                                                                  | Marocco                                                                | 5 – 0                                                                  | Rep. Centrafricana                                                     | Qual. Coppa d'Africa 2025                                              | Abde Ezzalzouli 2 Azzedine Ounahi Achraf Hakimi Soufiane Rahimi (rig.) | Cap: A.Hakimi                                                          |
| 15-10-2024                                                             | Oujda                                                                  | Rep. Centrafricana                                                     | 0 – 4                                                                  | Marocco                                                                | Qual. Coppa d'Africa 2025                                              | 2 Eliesse Ben Seghir Youssef En-Nesyri (rig.) Abde Ezzalzouli          | Cap: A.Hakimi                                                          |
| Totale                                                                 |                                                                        | Presenze                                                               | 31                                                                     |                                                                        | Reti                                                                   | 52                                                                     |                                                                        |

## Palmarès

### Giocatore
- Division 2: 1

Ajaccio: 2001-2002

### Allenatore

#### Competizioni nazionali
- Coppa del Marocco: 1

FUS Rabat: 2013-2014
- Campionato marocchino: 1

FUS Rabat: 2015-2016
- Campionato qatariota: 1

Al-Duhail: 2019-2020

#### Competizioni internazionali
- CAF Champions League: 1

Wydad: 2021-2022